# Michael Mosley (Fernsehmoderator)

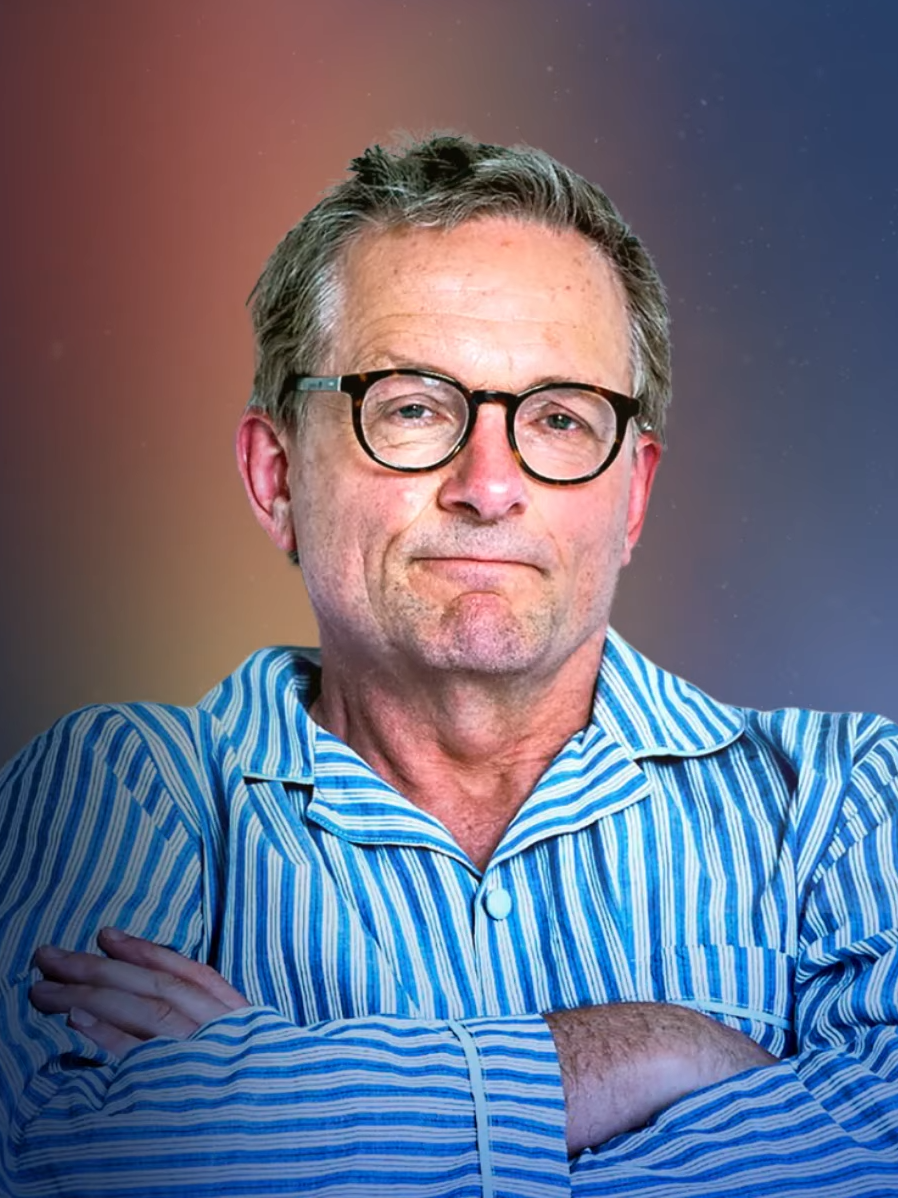
Michael Mosley, 2024

Michael Hugh Mosley (* 22. März 1957 in Kalkutta, Indien; † 5. Juni 2024 auf Symi, Griechenland) war ein britischer Fernsehmoderator und Journalist.

## Leben
Mosley kam 1957 in Kalkutta als jüngerer von zwei Söhnen eines in Hongkong tätigen Bankmanagers und der Tochter eines anglikanischen Bischofs zur Welt. Er studierte in London Medizin und wurde unter anderem als Fernseharzt bekannt. Zu den bekanntesten Fernsehproduktionen, in denen er auftrat, gehörten Trust Me, I’m a Doctor, The Truth about Exercise und Lose a Stone in 21 Days.
Er präsentierte den Podcast Just One Thing von BBC Radio 4, war als Journalist tätig und trat regelmäßig in The One Show von BBC One auf, außerdem in This Morning von ITV. Für die Daily Mail arbeitete er als Kolumnist. Mosley propagierte verschiedene Diäten, zu denen das Intervallfasten gehört. Auf Channel 4 lief seine Sendung Who Made Britain Fat? Mosley, vom Guardian als „Gesundheitsguru“ bezeichnet, lebte im Dienste der Sendung Infested! Living With Parasites von BBC Four einige Wochen lang mit Bandwürmern. 2016 produzierte er eine TV-Dokumentation über die Arbeit im C-Waffen-Forschungslabor Porton Down.
1995 kürte ihn die British Medical Association zum Medizinjournalisten des Jahres. Er war mit der Ärztin und Gesundheitskolumnistin Clare Bailey Mosley verheiratet. Aus der Ehe gingen vier Kinder hervor.

## Tod
Am 5. Juni 2024 brach Mosley auf der griechischen Insel Symi mittags allein zu einer Wanderung auf. Nachdem er bis zum Abend nicht zurückgekehrt war, meldete ihn seine Ehefrau als vermisst. Am 9. Juni 2024 wurde seine Leiche in der Nähe einer Klippe bei Agia Marina gefunden. Eine medizinische Untersuchung ergab, dass er an dem Tag ums Leben gekommen war, an dem er zu seiner Wanderung aufgebrochen war. Es gab keinen Hinweis auf ein Fremdverschulden. Mosleys Witwe erklärte, ihr Mann habe sich offenbar verlaufen und sei zusammengebrochen. Auf Symi herrschten Anfang Juni 2024 Temperaturen um 40 Grad Celsius.